# Claire (chanteuse)
Pour les articles homonymes, voir Claire.
Claire Martin, également appelée Claire Michon, Claire Michon-Martin ou simplement Claire, est une chanteuse et enseignante, née le 6 juillet 1949 à Montfaucon. Elle est l'auteure, compositrice et interprète de ses chansons. Bien connue pour son engagement dans des grandes luttes sociales durant les années 1970, elle chante aussi des textes plus personnels, surtout à partir des années 1980. Elle se décrit comme « Femme qui chante », plutôt que chanteuse. 

## Biographie
Claire Michon est née le 6 juillet 1949 dans une famille de militants de la gauche catholique. Son père, Louis Michon, correcteur d’imprimerie et issu d'une famille de paysans pauvres et sa mère, Élisabeth Cauchois, femme au foyer puis animatrice 3e âge, sont tous deux des militants syndicaux engagés à la Confédération française démocratique du travail (CFDT). Ses grands-parents maternels, médecins, sont proches du Sillon de Marc Sangnier. 
Elle est l’aînée et la seule fille d’une fratrie de quatre enfants. La famille vit à Besançon.  
Durant sa jeunesse, Claire Michon adhère à la Jeunesse étudiante chrétienne (JEC) où elle exerce des responsabilités fédérales.
Elle obtient le baccalauréat en 1967 et intègre une classe préparatoire au lycée Pasteur de Besançon. En mai 1968, elle fréquente les manifestations à Besançon et s'initie à la politique. Elle obtient une licence de philosophie à l’université, puis entame une maîtrise sur la chanson qu’elle ne soutient pas. 
Elle épouse Jean Martin, animateur culturel, en avril 1972. Ils ont trois filles. 

### La musique
Claire Michon est en contact avec la musique depuis son plus jeune âge, auprès d'une mère qui chante et à l'école primaire où elle apprend une version simplifiée de solfège. Elle est marquée par les chanteurs "à texte" de cette époque : Georges Brassens,  Aimé Duval, Anne Sylvestre, Graeme Allwright, Gilles Vigneault, Félix Leclerc et Colette Magny. À douze ans, elle reçoit sa première guitare, cadeau d'une tante. Après avoir échoué par deux fois à entrer au conservatoire de Besançon, elle participe par hasard , en 1970, à un concours national de la meilleure chanson inédite, organisé par les Maisons des jeunes et de la culture (MJC), et obtient le premier prix, qui lui permet l’enregistrement d’un 45 tours, Viens... Forte de ce succès, elle commence à se produire dans les Maisons de jeunes, les foyers ruraux et les associations. Elle a suffisamment de succès pour vivre de son art.

### L'engagement social
En 1973, à l'annonce d'un plan de licenciement, les ouvriers de l'usine horlogère Lip entament une grève qui aura une grand retentissement. Claire et Jean Martin, tous deux syndiqués à la CFDT et en relation avec Charles Piaget, se rendent sur place pour soutenir les grévistes qui occupent l'usine. Claire chante à de nombreuses reprises pour les grévistes. 
Son deuxième disque, Chanson de combat, est enregistré, en 1972, dans ce contexte suivi, en 1973 par 18 juin 1973 : LIP, un combat.
Avec les « Lip», Claire Michon donne des concerts à travers la France où l’on propose l’achat de montres sorties de l’usine autogérée.
Après l'épisode Lip, elle prend part à de nombreux mouvements emblématiques des années 1970 : la bataille contre l'agrandissement d'un camp militaire au Larzac, les comités de soldats qui revendiquent des droits pour les appelés, le mouvement antinucléaire et le mouvement féministe. 

### La chanson
Claire refuse cependant de se laisser enfermer dans la catégorie « chanson slogan ». Plus conteuse que militante, elle trace, dans ses chansons des portraits de femmes, des tranches de vie et raconte l'amour, toujours présent.  « La chanson que je chante / Faut la fredonner tout bas / Elle est pas percutante / C’est pas de la chanson de combat ».
Elle chante plusieurs fois à Paris, au Festival d’Avignon, puis tourne à l’étranger avec l’Association française d’action artistique (AFAA) et l’Alliance française. Durant ces années, elle noue des liens avec de nombreux autres artistes, parmi lesquels Jacques Bertin, Jean Vasca et Bernard Haillant – qu’elle appelle ses « grands frères ».
En 1976, elle obtient, pour son disque Elle dit, le prix de l'Académie Charles-Cros. 
Avec l’association Masques, Claire Michon organise, de 1975 à 1983, le festival Chant libre, où se produisent de nombreux artistes. 
À compter de 1983, ses compositions se font moins militantes, elle en approfondit la part artistique. Sa notoriété, moins liée à l'actualité sociale, diminue. Elle continue de chanter dans les cercles habituels, enregistre une dizaine de disques et se lance dans le répertoire jeunesse, créant plusieurs contes musicaux qui sont beaucoup joués. En 1987, elle reçoit à nouveau le prix de l’Académie Charles-Cros pour Millie Pomme.
Son dernier disque date de 1999 mais elle continue de se produire en public.

### Un nouveau tournant
En 1988, elle intègre l’Éducation nationale comme professeure des écoles et adhère au Syndicat général de l’Éducation nationale (SGEN).
Après les années 2000, elle prend de la distance avec la chanson, « Il faut prendre le temps de se taire pour avoir quelque chose à dire ». À partir de 2009, elle s'investit dans le théâtre, participe, aux côtés de son mari, Jean Martin, à la Compagnie du p'it vélo, qui propose des activités de création artistique, et à la compagnie Les Colporteurs, qui créé des spectacles de théâtre et de chanson dans la région Bourgogne-Franche-Comté,,,,.
En 2020, EPM Musique édite un double CD compilant 46 de ses chansons sur une période de trente ans, de 1970 à 2000.
Elle vit à Larnod, non loin de Besançon.

### Style musical
Les textes de Claire sont très travaillés, ne cédant jamais à la facilité. En plus des textes engagés, combattants, qui ne manquent cependant pas d'humour, elle aborde les histoires de la vie quotidienne avec une ironie poétique et beaucoup d'humanisme. Au fil des années, elle introduit, dans sa musique, des arrangements free jazz ou bossa nova.
« Clarinette, contrebasse, vibraphone ou violoncelle colorent des chansons, la chanteuse ose une pointe de lyrisme, s’autorise la légèreté. Demeurent le piquant et la tendresse, l’oeil acéré, le féminisme à fleur de peau.. »

## Distinctions
- 1976 : Prix de l'Académie Charles-Cros pour le disque Elle dit[4]
- 1987 : Prix de l'Académie Charles-Cros pour Millie Pomme[4]

## Discographie
- 1970 : Il n'y a plus de fées
- 1972 : Chansons de combat !
- 1973 : 18 juin 73 - Lip un combat, un espoir
- 1974 : La Réussite
- 1976 : Elle dit
- 1978 : Si vous saviez comme vous êtes beaux !
- 1979 : Paroles & Musique No 11
- 1983 : Bulle et Mandibule
- 1984 : Vive la tirelire !
- 1991 : Millie Pomme
- 1993 : La Belle Ivole
- 1993 : Tibonhomme
- 1998 : Homéopatique blues
- 2020 : Claire/Elle dit (compilation)